# 劉玉嘉
劉玉嘉（5月31日—），台灣的資深新聞主播，畢業於國立政治大學新聞學系、美國俄亥俄大學國際事務傳播發展研究所碩士。
1987年，劉玉嘉考試進入台灣電視公司新聞部，先後擔任記者及主播。1997年，劉玉嘉轉往力霸友聯U2綜合台（東森綜合台的前身），擔任該頻道夜間新聞節目《U2夜間新聞》主播及晚間新聞節目《U2晚間新聞》製作人。李艷秋主持的TVBS談話性節目《新聞夜總會》「輕鬆談論時事」的節目理念，即是劉玉嘉在TVBS擔任製作人時所提出的。2007年4月8日，劉玉嘉擔任中華電視公司晨間新聞節目《早安今天》主播及製作人，後擔任華視新聞頻道《華視整點新聞》主播及製作人。2009年11月中，劉玉嘉從華視離職，轉往壹電視新聞部節目中心擔任副總編輯兼製作人。2013年2月中，離開壹電視。
2013年8月2日，加入澳亞衛視，擔任節目部副總經理，並兼任《兩岸焦點》主持人。
2015年～2018年，擔任大雲文創總經理。

## 經歷
- 台灣電視公司新聞部記者、主播
- 友聯衛星電視台新聞部主播、製作人
- TVBS新聞部製作人
- 台灣宏觀電視專案製作人、總監
- 中華電視公司新聞部主播、製作人
- 壹電視新聞部節目中心副總編輯
- 澳亞衛視節目部副總經理、《兩岸焦點》主持人
- 大雲文創總經理

## 曾擔任播報節目
| 年份                    | 頻道                 | 節目                                         | 備註                 |
| 1988～1993              | 台灣電視公司         | 《早安您好台視新聞》                         |                      |
| 1988～1993              | 台灣電視公司         | 《台視午間新聞》（《午安您好台視新聞》前身） |                      |
| 1997～1999              | 力霸友聯U2綜合台     | 《U2夜間新聞》                               |                      |
|                         | 宏觀電視             | 《台灣之音》                                 |                      |
|                         | 宏觀電視             | 《與僑胞有約》                               |                      |
| 2007年4月8日～2008年8月 | 中華電視公司         | 《早安今天》                                 | 與氣象主播任立渝搭檔 |
|                         | 華視新聞頻道         | 《華視整點新聞》                             |                      |
| 2013年                  | 澳亞衛視             | 《兩岸焦點》                                 | 節目部副總、主持人   |
| 2015年～2018年          | 大雲文創股份有限公司 |                                              | 總經理               |

## 曾製作節目
- 壹電視新聞台《永康頭殼秀》
- 壹電視新聞台《大刑動》
- 壹電視新聞台《大浩劫：日本福島核安事故特別節目》
- 壹電視新聞台《決戰五都 FIGHT!》
- 壹電視新聞台《台灣人真行》
- 壹電視新聞台《壹夜新聞》
- 華視新聞《早安今天（新版）》
- 宏觀電視《四海同心晚會》
- 宏觀電視《經濟向前行》
- 宏觀電視《經濟GO GO GO》
- 宏觀電視《台灣之音》
- 宏觀電視《與僑胞有約》
- TVBS《新聞夜總會》
- 東森新聞S台《話鋒總動員》
- 東森新聞S台《發燒人物》
- 力霸友聯U2綜合台《U2夜間新聞》